# Sarcome des tissus mous
 Mise en garde médicale
Les sarcomes des tissus mous ou tumeurs mésenchymateuses regroupent l'ensemble des tumeurs malignes développées aux dépens du tissu conjonctif ou non de soutien extra-squelettique, comme les tissus adipeux, musculaire, vasculaire, fibreux et du système nerveux périphérique.
Les sarcomes des tissus mous sont des cancers rares, survenant aussi bien chez les enfants que chez les adultes. Ils peuvent survenir à n'importe quel endroit du corps. Le diagnostic et la prise en charge des sarcomes des tissus mous, comme pour les sarcomes viscéraux ou osseux, relèvent d'équipes hautement spécialisées dès le début de la prise en charge.

## Épidémiologie
Les sarcomes des tissus mous sont des cancers rares. En France, leur incidence annuelle est de 3,6 pour 100 000 habitants et ils représentent 1 % des cancers. 4 000 nouveaux cas sont diagnostiqués chaque année en France.

## Facteurs de risque
Les seuls facteurs de risque des sarcomes des tissus mous connus sont d'exceptionnelles maladies génétiques et l'exposition à certains toxiques.
Les principales maladies génétiques susceptibles d'entraîner l'apparition de sarcomes sont la neurofibromatose de type I, le syndrome de Li-Fraumeni, le syndrome de Gardner et le syndrome de Werner.
Les expositions aux toxiques susceptibles d'entraîner l'apparition de sarcomes sont :
- une irradiation accidentelle ou médicale ;
- une exposition à certains produits chimiques[2] (chlorophénol, dioxine, chlorure de vinyle) ;
- une exposition à certains virus.

## Diagnostic
Le principal symptôme d'un sarcome des tissus mous est l'apparition plus ou moins rapide d'une masse ou tuméfaction qui peut se développer dans n'importe quelle partie du corps. La répartition des sarcomes des tissus mous est la suivante :
- membres supérieurs ou inférieurs : 49 %
- tronc : 40 % (17 % localisés dans le thorax, 9 % dans le rétropéritoine, 8 % dans le pelvis et 6 % dans le reste de l'abdomen)
- tête et cou : 11 %

Le diagnostic est très difficile compte tenu de la rareté de ce type de cancer. C'est très souvent après l'ablation d'une masse de nature inconnue, prise pour une tumeur bénigne, que le diagnostic est posé. Le problème est que la qualité initiale de la chirurgie est un élément essentiel dans la prise en charge des sarcomes.
Certains éléments évoquent néanmoins le caractère malin de la tumeur : la profondeur par rapport à l'aponévrose superficielle, la rapidité de croissance et la taille de la tumeur. La douleur reste un élément peu discriminant. L'échographie ou la radiographie peuvent aider à suspecter le diagnostic mais restent insuffisantes dans le bilan initial. Le scanner et l'IRM semblent d'intérêt équivalent.

## Recommandations de prise en charge initiale
Afin d'améliorer la prise en charge, la Société européenne d'oncologie médicale (ESMO) a édité dès 2004 des recommandations, régulièrement mises à jour. Ces recommandations internationales comprennent :
- la nécessité d'une imagerie initiale adaptée avant tout traitement c'est-à-dire une TDM en cas de localisation profonde thoraco-abdominale ou une IRM en cas de localisation pariétale thoraco-abdominale, sur les membres, la tête ou le cou.
- la nécessité d'une biopsie percutanée coaxiale de large calibre (14G minimum) sous contrôle radiologique avant tout traitement (l'exérèse chirurgicale d'emblée, en bloc et sans effraction tumorale étant uniquement chez l'adulte une alternative à la biopsie percutanée en cas de lésion superficielle de moins de 3 cm).
- la nécessité d'une relecture anatomopathologique par un expert.
- la nécessité d'une discussion en réunion de concertation pluridisciplinaire expertise le cas de tout patient présentant une masse inexpliquée des tissus mous de plus de 3 cm si elle est superficielle ou quelle que soit sa taille si elle est profonde ou si elle survient chez un enfant de moins de 18 ans, et ce avant tout traitement.

## Anatomopathologie
Le diagnostic se fait soit à l'analyse anatomopathologique de la pièce opératoire d'exérèse, soit lors d'une biopsie.
Les sarcomes sont des tumeurs malignes développées aux dépens des tissus de soutien (tumeur mésenchymateuse). Le type histologique dépend évidemment de la nature du tissu à partir duquel la tumeur s'est développée. Si le sarcome se développe aux dépens d'un tissu graisseux, il s'agira d'un liposarcome, s'il provient d'un muscle strié ce sera un rhabdomyosarcome.
La classification anatomopathologique de référence des sarcomes des tissus mous est celle de l'Organisation mondiale de la Santé (OMS) mise à jour en 2012. Elle répertorie les tumeurs bénignes et malignes des tissus mous en 12 grandes classes secondairement subdivisées en 113 sous-types histologiques. Cette classification repose sur des arguments de microscopie optique avec un complément d'analyse immunohistochimique. Pour certains patients, aucune ligne de différenciation n'est clairement identifiable et des anomalies moléculaires spécifiques retrouvées dans la moitié des cas permettent une classification objective. On peut actuellement classer les sarcomes des tissus mous en cinq grandes catégories moléculaires : les sarcomes avec translocations, les sarcomes avec mutations activatrices, les sarcomes avec mutations inhibitrices, les sarcomes avec amplifications simples et les sarcomes avec anomalies génomiques complexes.
La classification anatomopathologique n'apporte pas à elle seule suffisamment d'informations pour déterminer les traitements. Plusieurs systèmes de gradation de l'agressivité tumorale ont été proposés depuis les premiers travaux de Broders en 1939. Le plus précis, le plus reproductible et le plus prédictif est le grade de la Fédération Nationale des Centres de Lutte Contre le Cancer (FNCLCC), décrit par Trojani en 1984.

### Grade histologique de la FNCLCC[10]

#### Différenciation
- Score 1 : Sarcome ressemblant à un tissu normal
- Score 2 : Sarcome à diagnostic histologique certain
- Score 3 : Sarcomes embryonnaires, synovialosarcomes, sarcomes épithélioïdes, sarcomes à cellules claires, sarcomes alvéolaires des parties molles, sarcomes indifférenciés et sarcomes pour lesquels le type histologique est incertain

#### Index mitotique
- Score 1 : 0 à 9 mitoses pour 10 champs
- Score 2 : 10 à 19 mitoses pour 10 champs
- Score 3 : Plus de 19 mitoses pour 10 champs

#### Nécrose tumorale
- Score 1 : Pas de nécroses
- Score 2 : Moins de 50 % de nécrose tumorale
- Score 3 : Plus de 50 % de nécrose tumorale

#### Les Grades
- Grade 1 : Somme des scores : 2 à 3
- Grade 2 : Somme des scores : 4 à 5
- Grade 3 : Somme des scores : 6 à 8

Au-delà des caractéristiques intrinsèques de la tumeur, un recueil d'informations relatives à l'extension de la maladie permet de classer la maladie en fonction de la taille et l'extension de la tumeur primitive, de l'envahissement ganglionnaire lymphatique régional et de la présence de métastases.

### Classification (AJCC/UICC 2010)[11]

#### T (Tumeur)
- T1 : tumeur de 5 cm ou moins dans son plus grand diamètre
- T1a : tumeur superficielle
- T1b : tumeur profonde
- T2a : tumeur superficielle, qui respecte le fascia superficiel
- T2b : tumeur profonde, qui atteint le fascia superficiel ou s'étend au-delà (les sarcomes rétropéritonéaux, médiastinaux et pelviens sont considérés comme des tumeurs profondes).

#### N (Adénopathies régionales)
- N0 : absence de ganglion envahi
- N1 : envahissement ganglionnaire

#### M (Métastases à distance)
- M0 : absence de métastase
- M1 : métastase à distance

## Traitement
Le traitement des sarcomes des tissus mous relève d'une prise en charge très spécialisée, et ceci si possible avant même le premier prélèvement biopsique. Malheureusement, de nombreux sarcomes sont découverts de façon fortuite après exérèse et, malgré une prise en charge ultérieure spécialisée, avec une perte de chance en termes de guérisons et de complications.
Un traitement multimodal complexe est souvent nécessaire. Il dépend de nombreux facteurs comme le type histologique tumoral, la présence de métastases à distance, de la localisation et de la taille tumorale, de la vitesse de progression, de l'âge et de l'état général du patient et des traitements antérieurs adaptés ou non. Les 3 traitements à disposition sont la chirurgie, la radiothérapie et la chimiothérapie.

### Chirurgie
L'exérèse chirurgicale adéquate et complète est la pierre angulaire du traitement curatif des sarcomes des tissus mous non-métastatiques. Sa planification est complexe et dépend de nombreux facteurs. Une prise en charge dans un centre expert diminue le risque de rechute locale dans les sarcomes des tissus mous des membres et améliore le taux de survie dans les sarcomes des tissus mous tronculaires. Les insuffisances d'une chirurgie initiale inadaptée ne sont jamais rattrapées par un traitement complémentaire, avec des conséquences parfois dramatiques comme un décès ou une amputation.
Le taux d'amputation dans la prise en charge des tumeurs primitives est aujourd'hui de moins d'1 % dans les centres experts, notamment grâce à des techniques de pointe comme la perfusion de membre isolé. Dans les formes avancées, la chirurgie peut être réalisée à visée symptomatique. En France, le Réseau de référence clinique des sarcomes-GIST-desmoïdes (NetSarc) garanti en son sein une prise en charge chirurgicale adaptée au sein de ses 26 centres experts.

### Radiothérapie
La radiothérapie peut être administrée en pré-opératoire ou en post-opératoire pour diminuer le taux de récidive. Elle peut également être administrée de manière exclusive lorsqu'une tumeur locale n'est pas accessible à une chirurgie.
L'injection préalable d'une solution à base de nanoparticules d'oxyde d'hafnium a démontré une amélioration de l'efficacité de la radiothérapie.

### Chimiothérapie
La chimiothérapie pré-opératoire (dite néoadjuvante), à base d'anthracyclines, peut être utilisée pour les tumeurs de haut grade, des extrémités ou de la paroi du tronc, pour faciliter le geste chirurgical. La chimiothérapie post-opératoire n'est pas un standard.
La chimiothérapie est le traitement de référence des sarcomes des tissus mous localement avancés ou métastatiques. Les médicaments les plus actifs et administrés en première ligne dans ce domaine sont la doxorubicine, l'ifosfamide, et la dacarbazine. Ils peuvent être administrés en monothérapie exclusivement ou en combinaison.
Depuis 2007, la trabectidine est un médicament disponible pour les patients porteurs d'un sarcome des tissus mous métastatiques, après échec de traitement à base de doxorubicine ou d'ifosfamide ou en cas de contre-indication à ces deux médicaments. Selon le sous-type histologique de sarcomes d'autres médicaments peuvent être administrés, préférentiellement pour les léiomyosarcomes, comme le paclitaxel pour les angiosarcomes. Enfin, le pazopanib (inhibiteur multi-kinases, thérapeutique moléculaire ciblée visant les récepteurs au VEGF) possède également une Autorisation de Mise sur le Marché (AMM) pour le traitement des sarcomes des tissus mous (hors liposarcomes) à partir de la 2e ligne métastatique.
La chimiothérapie péri-opératoire à la chirurgie n'est pas un standard dans le traitement des sarcomes des tissus mous et doit être discutée en réunion de concertation pluridisciplinaire experte dans le domaine des sarcomes.
Certains sarcomes des tissus mous porteurs d'une mutation spécifique peuvent faire l'objet d'une thérapie ciblée, à l'image des tumeurs stromales gastro-intestinales (GIST) dont la mutation activatrice de c-kit est la cible de plusieurs inhibiteurs des tyrosinekinases, avec des résultats spectaculaires et une survie médiane dépassant les 7 ans en situation métastatique. L'imatinib, le sunitinib et le regorafenib possèdent une AMM dans le traitement des GIST en 1e, 2e et 3e ligne métastatique. De nouvelles drogues sont en cours de développement dans ce domaine.

## Pronostic
Les facteurs pronostiques les plus importants dans le traitement des sarcomes des tissus mous sont la qualité de la prise en charge initiale, le caractère métastatique ou non de la maladie, le sous type histologique du sarcome et le grade selon le FNCLCC.
En situation métastatique, la médiane de survie globale oscille entre 3 et 27 mois en fonction de ces facteurs et de la réponse aux traitements. A un stade plus précoce, une chirurgie adéquate combinée à bon escient aux autres modalités thérapeutiques (radiothérapie, chimiothérapie) a permis de diminuer le taux de récidive locale à moins de 20 % dans les sarcomes des membres et les sarcomes tronculaires. Le taux de patients qui développeront des métastases à distance après chirurgie est de 21 %, quel que soit le type tumoral.

## Réseaux et structuration de la prise en charge des sarcomes des tissus mous en France
Les cancers rares posent des problèmes spécifiques directement, liés à leur rareté. Les patients qui en sont atteints souffrent en plus d'une longue errance diagnostique, d'un risque accru de diagnostic erroné et par conséquent de traitement inadéquat. Peu de référentiels sont disponibles. L'accès à certains traitements complexes est restreint à seulement quelques établissements. Une organisation de la prise en charge à un niveau national permet de limiter ces problèmes. Dans le domaine des sarcomes des tissus mous, la France dispose de deux réseaux nationaux labellisés par l'Institut National du Cancer (INCa) fonctionnant en parallèle.
- Le Réseau de référence en pathologie des sarcomes des tissus mous et des viscères (RRePS) : c'est un regroupement national de pathologistes experts dont l'objectif est de systématiser la double lecture anatomopathologique de toutes les tumeurs malignes rares dont tous les nouveaux cas de sarcome développés dans les tissus mous ou les viscères (https://rreps.sarcomabcb.org/).

- Le Réseau de référence clinique des sarcomes-GIST-desmoïdes (NetSarc) est un regroupement de médecins (oncologues, chirurgiens, radiologues et radiothérapeutes) experts qui ont pour objectifs la définition des recommandations de prise en charge des patients, l'organisation d'une activité de recours, la coordination des recherches, la participation à une veille épidémiologique, la structuration d'une filière de soins et la formation. Son organisation repose sur 3 centres experts coordinateurs nationaux (Institut Bergonié à Bordeaux, Centre Léon Bérard à Lyon et Gustave Roussy à Villejuif) en collaboration étroite avec un maillage de 23 centres experts couvrant le territoire national.

## Association de patients et information des malades
- Info Sarcomes
- Sarcoma Patients Euro Net (SPAEN)
- Ensemble contre le GIST
- SOS desmoïdes
- Sarcoma Cancer Foundation of Canada